# 兵庫県特別支援学校一覧
兵庫県特別支援学校一覧（ひょうごけんとくべつしえんがっこういちらん）は、兵庫県の特別支援学校の一覧。

## 国立特別支援学校
- 神戸大学附属特別支援学校

## 特別支援学校（知的障害、肢体不自由、病弱教育）

### 神戸市
- 兵庫県立のじぎく特別支援学校
  - 兵庫県立のじぎく特別支援学校おおぞら分教室
  - 兵庫県立のじぎく特別支援学校わかあゆ分教室
- 兵庫県立神戸特別支援学校
- 兵庫県立西神戸高等特別支援学校
- 神戸市立青陽灘高等支援学校
- 神戸市立友生支援学校
- 神戸市立青陽須磨支援学校
- 神戸市立いぶき明生支援学校
- 神戸市立灘さくら支援学校

### 芦屋市
- 兵庫県立芦屋特別支援学校

### 西宮市
- 兵庫県立阪神特別支援学校
  - 分教室(兵庫県立武庫荘総合高等学校内に開設)
- 兵庫県立むこがわ特別支援学校
- 西宮市立西宮支援学校

### 尼崎市
- 尼崎市立あまよう特別支援学校

### 伊丹市
- 兵庫県立阪神昆陽特別支援学校
- 兵庫県立こやの里特別支援学校
- 伊丹市立伊丹特別支援学校

### 宝塚市
- 宝塚市立たからづか支援学校

### 川西市
- 兵庫県立川西カリヨンの丘特別支援学校
  - 分教室(兵庫県立猪名川高等学校内に開設)
- 川西市立川西養護学校

### 三田市
- 兵庫県立高等特別支援学校
- 兵庫県立上野ケ原特別支援学校
- 三田市立ひまわり特別支援学校

### 丹波篠山市
- 丹波篠山市立篠山養護学校

### 丹波市
- 兵庫県立氷上特別支援学校

### 三木市
- 三木市立三木特別支援学校

### 小野市
- 小野市立小野特別支援学校

### 加西市
- 加西市立加西特別支援学校

### 多可町
- 兵庫県立北はりま特別支援学校

### 明石市
- 明石市立明石養護学校

### 加古川市
- 加古川市立加古川養護学校

### 稲美町
- 兵庫県立いなみ野特別支援学校

### 播磨町
- 兵庫県立東はりま特別支援学校

### 洲本市
- 兵庫県立あわじ特別支援学校

### 姫路市
- 兵庫県立姫路特別支援学校
  - 分教室(兵庫県立姫路別所高等学校内に開設)
- 兵庫県立姫路しらさぎ特別支援学校
- 姫路市立書写養護学校

### たつの市
- 兵庫県立播磨特別支援学校
- 兵庫県立西はりま特別支援学校

### 赤穂市
- 兵庫県立赤穂特別支援学校

### 豊岡市
- 兵庫県立豊岡聴覚特別支援学校（知的）
- 兵庫県立出石特別支援学校

### 香美町
- 兵庫県立出石特別支援学校みかた校

### 朝来市
- 兵庫県立和田山特別支援学校

## 特別支援学校（視覚障害）

### 神戸市
- 兵庫県立視覚特別支援学校
- 神戸市立盲学校

## 特別支援学校（聴覚障害）

### 神戸市
- 兵庫県立神戸聴覚特別支援学校

### 西宮市
- 兵庫県立こばと聴覚特別支援学校

### 姫路市
- 兵庫県立姫路聴覚特別支援学校

### 豊岡市
- 兵庫県立豊岡聴覚特別支援学校（聴覚）

### 洲本市
- 兵庫県立あわじ特別支援学校（聴覚）

## 廃校・統合・分離
- 兵庫県立淡路視覚特別支援学校 - 2009年3月31日閉校。
- 兵庫県立淡路聴覚特別支援学校及び兵庫県立淡路特別支援学校 - 2011年3月31日閉校。両校を統合後、県立淡路聴覚特別支援学校を「兵庫県立あわじ特別支援学校」へ改名。
- 神戸市立垂水養護学校及び神戸市立青陽西養護学校 - 2017年3月31日閉校。両校の通学区域を再編し、肢体不自由・知的併設の神戸市立青陽須磨支援学校と、新設された神戸市立いぶき明生支援学校とに再編。
- 神戸市立青陽東養護学校は、2021年4月1日より高等部のみの神戸市立青陽灘高等支援学校と改変し、小学部・中学部は同日新設の神戸市立灘さくら支援学校へ移管した。

統廃合予定
- 兵庫県立豊岡聴覚特別支援学校及び兵庫県立出石特別支援学校 - 2022年2月、2023年春に両校を統合し出石校舎を新設校として利用する計画を県教育委員会が示したが、保護者から統合中止を求める嘆願書が出され、県議会も申し入れを行ったことからいったん統合延期となる。その後「統合後の新しい学校像検討会議」の議論等により、2027年春に両校を統合し校地は兵庫県立豊岡南高等学校旧校地を用いることで方針が固まった[1][2]。

分離新設予定
- 東播磨地区特別支援学校新設計画 - 2023年度末で閉校となった加古川市立平荘小学校の跡地に、2025~27年度中の利用開始を目指して特別支援学校を新設する方針であることを兵庫県が発表した[3]。現行の東播磨地区特別支援学校2校（兵庫県立いなみ野特別支援学校、兵庫県立東はりま特別支援学校）の児童生徒数急増に対応するもので、この2校から校区を分離する形となる見込み。

## リンク
- 兵庫県教育委員会